# جکندی (قرقیزستان)
جکندی (به لاتین: Jekendy) یک منطقهٔ مسکونی در قرقیزستان است که در شهرستان چنگ‌آلای واقع شده‌است.